# Антонюк, Максим Кондратьевич
Максим Кондратьевич Антонюк (укр. Максим Кондратович Антонюк, 4 августа 1914, с. Немировка Волынской губернии (ныне Коростенского района Житомирской области Украина) — 2 июля 1941, пос. Шонгуй Кольский район Мурманской области) — военный лётчик, старший лейтенант, заместитель командира эскадрильи 147-го истребительного авиационного полка 1-й смешанной авиационной дивизии ВВС 14-й армии Северного фронта).
Украинец. Член ВКП(б).
Окончил семилетнюю школу, затем техникум, обучался в аэроклубе. Позже работал инструктором планеризма. Был призван в РККА.
В 1937 году окончил 2-ю Борисоглебскую военную авиационную школу лётчиков им. В. П. Чкалова (теперь Борисоглебский учебный авиационный центр подготовки лётного состава им. В. П. Чкалова).
Участник советско-финской войны 1939—1940 годов.
За боевые отличия был награждён орденом Ленина (05.02.1940).
Участник Великой Отечественной войны с июня 1941 г. С начала войны в составе полка прикрывал с воздуха Мурманск и Кировскую железную дорогу, вёл бои с истребительной авиацией противника. 26 июня 1941 года именно его полк открыл боевой счёт армейской авиации в Заполярье.
2 июля 1941 года в воздушном бою возле посёлка Шонгуй Мурманской области М. Антонюк, ведя воздушный бой с тремя немецкими самолётами, сбил два самолёта противника. Израсходовав все боеприпасы, третий таранил. Погиб в этом бою.
Похоронен в посёлке Шонгуй.